# 베이징 지하철 DK20형 전동차
베이징 지하철 DK20형 전동차(중국어: 北京地铁DK20型电动车组)는 베이징 지하철의 통근형 전동차중 하나였으며, 현재는 운행이 중단되었다.

## 개요
DK20형은 총 42대로 1994년 생산되어 1호선에서 운행하였으며, 1량당 4쌍의 내장 출입문과 열차 양측의 비상구를 갖추고 있으며, 견인계통은 20단+제동 18단이다. 2004년 베이징 지하철 차량공장에서 개조를 거쳤으며, 외장은 흰색 도색에서 은회색 도색으로 바뀌었다. 열차가 운행을 중단하기 전에는 구청 차량단(古城车辆段)에 속했다.

## 퇴역
2012년 4월 12일 DK20형과 BD2형이 함께 운행을 중단하면서 베이징 지하철이 운행되는 모든 열차에 냉방지원이 되었다.퇴역후 일부 DK20형 열차는 6호선의 냉각 시험차로 이용됐다.

## 편성
|            | DK20← 핑궈위안쓰후이둥 → |           |           |           |           |            |
| 객차번호   | 1                        | 2         | 3         | 4         | 5         | 6          |
| 집전장치   | 있음                     | 있음      | 있음      | 있음      | 있음      | 있음       |
| 형태 구분  | G1XX1 (Mc)               | G1XX2 (M) | G1XX3 (M) | G1XX4 (M) | G1XX5 (M) | G1XX6 (Mc) |
| 동력장치   | 장치1                    | 장치1     | 장치1     | 장치2     | 장치2     | 장치2      |
| 기타 설비  |                          |           |           |           |           |            |
| 기계 설치  |                          |           |           |           |           |            |
| 차량 중량  |                          |           |           |           |           |            |
| 승객적재량 | 228명                    | 247명     | 247명     | 247명     | 247명     | 228명      |